# ティーレックス (アニメスタジオ)
有限会社ティーレックス（T-REX）は、日本のアニメ制作会社。主にアダルトアニメの演出・作画を業務とする会社である。
その殆どの作品は雷火剣が監督を担っているが、一部の作品では非個人名義の様にクレジットされている作品がある。2014年以降は同一スタッフ陣による画一的な制作体制を確立し、一貫して毎月新作を発表していたが、2025年2〜7月に体制が崩れ、8月にその持続性も途切れた。

## 作品一覧
- 最終痴漢電車（2002年-2003年、全3話）
- 陰陽師〜妖艶絵巻〜（2003年、全2話）
- 妹汁 一番しぼり / 二番しぼり（2003年-2004年、全2話）
- 新・最終痴漢電車（2004年-2005年、全3話）
- 放課後 〜濡れた制服〜（2005年、全3話）
- MILK・ジャンキー 姉妹編（2005年-2006年、全4話）
- 女系家族 〜淫謀〜（2006年、全2話）
- ミセス・ジャンキー（2006年-2007年、全2話）
- 姉汁 THE ANIMATION 〜白川三姉妹におまかせ〜（2006年-2007年、全2話）
- 洗濯屋しんちゃん（2007年、全2話）
- 放課後2 THE ANIMATION 上巻「羞じらう百合姫はムレて甘く」（2007年、全1話）
- あねき… MY SWEET ELDER SISTER THE ANIMATION（2007年、全2話）
- あらいめんとゆーゆー THE ANIMATION（2008年、全2話）
- 妻しぼり（2008年、全2話）
- 炎の孕ませ同級生（2008年-2009年、全2話）
- 戦乙女ヴァルキリー2（2008年-2011年、全3話）
- 花粉少女注意報!（2008年-2012年、全4話）
- エルフの双子姫 ウィランとアルスラ（2009年、全1話）
- びんかんアスリート「そ、そこダメっ!……おしお噴いちゃう!」（2009年、全1話）
- 水着彼女 〜THE ANIMATION〜（2009年、全4話）
- 陰陽師 妖かしの女神〜淫乱呪縛〜（2009年-2010年、全2話）
- フォルト!!（2009年-2011年、全3話）
- 15美少女漂流記（2009年-2011年、全3話）
- おっぱいの王者48（2010年、全2話）
- お嬢様はHがお好き 〜THE ANIMATION〜（2010年、全2話）
- 姉汁2 THE ANIMATION 〜白川三姉妹におまかせ〜（2010年-2011年、全2話）
- 彼女が見舞いに来ない理由（2010年-2013年、全3話）
- ビーチクビーチ〜南国乳辱撮影会〜（2011年、全1話）
- 悪の女幹部（2011年-2012年、全2話）
- それでも妻を愛してる（2011年-2013年、全3話）
- 戦乙女ヴァルキリーG（2012年、全2話）
- 悪の女幹部 フルムーンナイト（2012年、全1話）
- アンスイート 寝取られ堕ちた女たち（2012年、全1話）
- びんかんアスリート 3D「そ、そこダメっ!……おしお噴いちゃう!」（2012年、全1話）
- 恋糸記念日 THE ANIMATION（2012年-2013年、全2話）
- デカくてエッチな俺の姉（2013年、全1話）
- フォルト!!S（2013年、全1話）
- JUNK LAND THE ANIMATION（2013年、全1話）
- 相思相愛ノート THE ANIMATION（2013年、全2話）
- PANDRA 白き欲望 黒の希望（2014年、全2話）
- 巨乳家族催眠（2014年、全1話）
- 巨乳トライ! -短期集中乳揉みレッスン-（2014年、全1話）
- ぱいずりチアリーダーVS搾乳応援団!（2014年、全1話）
- おっぱい学園マーチングバンド部!（2014年、全1話）
- おしゃぶりアナウンサー（2014年、全1話）
- 受胎島（2014-2015年、全2話）
- 炎の孕ませ乳（パイ）ドルマイ★スター学園Z THE ANIMATION（2015年、全1話）
- 神曲のグリモワール THE ANIMATION（2014年-2015年、全2話）
- デーモンバスターズ〜えっちなえっちなデーモン退治〜 THE ANIMATION（2015年、全2話）
- 彼女は誰とでもセックスする。（2015年、全2話）
- 対魔忍アサギ2 ＃01 改造再び #02 淫謀の始まり（2015年、全2話）
- 魔獣浄化少女ウテア（2015年-2017年、全4話）
- LOVELY×CATION THE ANIMATION（2015年、全2話）
- PRETTY×CATION THE ANIMATION（2016年、全2話）
- PRETTY×CATION 2 THE ANIMATION（2016年-2017年、全2話）
- 妻みぐい3 THE ANIMATION（2016年-2017年、全2話）
- 恥辱の制服（2016年、全2話）
- 飯塚先輩×ブレザー -姉キュン!より- THE ANIMATION（2016年、全1話）
- 君の魔名はリナ・ウィッチ アイドルのファミリア（2016年、全1話）
- ましゅまろ☆いもうと☆さっきゅばす☆（2016年、全2話）
- 催眠の制服（2016年、全2話）
- JKビッチに搾られたい（2016年、全2話）
- 巨乳人妻女教師催眠（2016年、全2話）
- 巨乳令嬢MC学園（2017年、全2話）
- 冥刻學園 受胎編（2017年、全2話）
- 妹ビッチに搾られたい（2017年、全2話）
- おいでよ! 水龍敬ランド（2017年、全2話）
- オトメ＊ドメイン THE ANIMATION（2017年、全1話）
- マヨヒガのお姉さん THE ANIMATION（2017年、全1話）
- グリーン・アイズ -姉キュン!より- THE ANIMATION（2017年、全1話）
- 堕落令嬢 THE ANIMATION（2017年、全1話）
- バカだけどチンチンしゃぶるのだけはじょうずなちーちゃん（2017年、全2話）
- 巨乳JKがオジさんチッポとじゅぽじゅぽいやらしいセックスしてます。（2018年、全2話）
- むっつりドスケベ露義母姉妹の本質見抜いてセックス三昧（2018年、全2話）
- エンコ―J●ビッチギャル オジサンとなまパコ性活（2018年、全2話）
- なりゆき→パパ活GIRLS!! THE ANIMATION（2018年、全2話）
- なちゅらるばけーしょん THE ANIMATION（2018年、全1話）
- 新妻こよみ THE ANIMATION（2018年、全1話）
- 裏・受胎島（2018年、全2話）
- 大好きな母（2018年、全2話）
- 巨乳大家族催眠（2017-2018年、全2話）
- それでも妻を愛してる2（2018-2019年、全2話）
- ようこそ! スケベエルフの森へ（2018年-2020年、全4話）
- マスターピース THE ANIMATION（2019年、全2話）
- 屈辱（2019年、全2話）
- じょしラク!（2019年、全2話）
- メガネnoメガミ（2019年、全2話）
- 催眠性指導（2019年-2022年、全6話）
- 色情教団（2020年、全2話）
- 義姉はヤンママ授乳中（2020年、全2話）
- ヤリチン家庭教師ネトリ報告（2020年、全2話）
- 巨乳プリンセス催眠（2020年、全2話）
- ちーちゃん開発日記（2020年、全2話）
- 妖魔娼館へようこそ!（2020年、全2話）
- 悪の女幹部フルムーンナイトR（2020年、全2話）
- 向日葵ハ夜ニ咲ク（2021年、全1話）
- 紫陽花の散ル頃に（2021年、全1話）
- ネトシス（2021年、全1話）
- 今泉ん家はどうやらギャルの溜まり場になってるらしい（2021年、全2話）
- ウチの弟マジでデカイんだけど見にこない?（2021年、全2話）
- 邪娠娼館―淫乱巨乳母娘生贄儀式―（2021年、全2話）
- JKフーゾク学園祭（2021年、全2話）
- イジラレ 〜復讐催眠〜（2021年、全4話）
- 千鶴ちゃん開発日記（2021年、全6話）
- まこちゃん開発日記（2021年-2023年、全4話）
- 茜ハ摘マレ染メラレル（2022年、全2話）
- 淫行教師の催眠セイ活指導録（2022年、全2話）
- 巨乳女戦士・土下座催眠（2022年、全2話）
- 巨乳エルフ母娘催眠（2022年、全2話）
- 異世界ヤリサー（2022年、全2話）
- 聖華女学院公認竿おじさん（2022年、全2話）
- 委員長は催眠アプリを信じてる。（2022年、全1話）
- サキュバス喚んだら義母が来た!?（2022年、全2話）
- 僕にセフレが出来た理由（2022年-2023年、全6話）